# Eliud
 Eliud est un roi légendaire du royaume de l'île de Bretagne (actuelle Grande-Bretagne), qui est mentionné par Geoffroy de Monmouth dans son Historia regum Britanniae (vers 1135).

## Contexte
Eliud est mentionné par Geoffroy de Monmouth dans son  Historia Regum Britanniae comme le 8e des 25 souverains  qui règnent entre la mort de Katellus [Cadell ap Geraint] et Heli [Beli Mawr] . Il succède à Urianus [Urien ab Andryw] et il a comme successeur Cledaucus [Clydog]. L'auteur ne dit rien de son règne Dans le Brut Dingestow il est dénommé Elvyt et dans la version Cleopatra du Brut y Brenhinedd son nom est Ithel, il est présenté comme le fils Urien et le père de Clydog.

## Sources
- Geoffroy de Monmouth Histoire des rois de Bretagne, traduit et commenté par Laurence Mathey-Maille, Édition Les belles lettres, coll. « La roue à livres », Paris, 2004,  (ISBN 2-251-33917-5)
- (en) Peter Bartrum, A Welsh classical dictionary: people in history and legend up to about A.D. 1000, Aberystwyth, National Library of Wales, 1993, p. 275 ELIUD, king of Britain. (Fictitious). (Second century B.C.).